# Тоёнага, Ёко
Ёко Тоёнага (яп. 豊永 陽子; род. 15 апреля 1977, Мацусиге) — японская легкоатлетка, специалистка по толканию ядра. Выступала за сборную Японии по лёгкой атлетике в 1994—2007 годах, обладательница серебряной медали Восточноазиатских игр в Макао, многократная чемпионка страны, участница чемпионатов мира 2005 года в Хельсинки и 2007 года в Осаке.

## Биография
Ёко Тоёнага родилась 15 апреля 1977 года в посёлке Мацусиге префектуры Токусима, Япония. Училась в местной средней школе, затем окончила факультет физического воспитания Университета Кокусикан.
Впервые заявила о себе в лёгкой атлетике на международной арене в сезоне 1994 года, когда вошла в состав японской национальной сборной и побывала на юниорском азиатском первенстве в Джакарте, откуда привезла награду бронзового достоинства, выигранную в толкании ядра.
В 1996 году в той же дисциплине взяла бронзу на юниорском азиатском первенстве в Дели.
Первых успехов среди взрослых спортсменок добилась в сезоне 1999 года, когда впервые стала чемпионкой Японии в толкании ядра — в течение последующего десятилетия ещё семь раз завоёвывала национальный титул, соперничая в основном с Тинацу Мори. Также в этом сезоне выступила на домашнем чемпионате мира в помещении в Маэбаси, где с результатом 15,73 метра стала восьмой.
В 2001 году одержала победу на чемпионате Австралии в толкании ядра.
В 2002 году показала шестой результат на Азиатских играх в Пусане (16,90).
В июне 2004 года на соревнованиях в Тоттори установила свой личный рекорд в толкании ядра — 17,57 метра.
В 2005 году стала четвёртой на чемпионате Азии в Инчхоне (17,07) и выиграла серебряную медаль на Восточноазиатских играх в Макао (16,89). Благодаря череде удачных выступлений удостоилась права защищать честь страны на чемпионате мира в Хельсинки — в программе толкания ядра показала результат 16,51 метра, не сумев преодолеть предварительный квалификационный этап.
В 2007 году принимала участие в домашнем чемпионате мира в Осаке — на сей раз толкнула ядро на 17,02 метра и так же в финал не вышла.
Впоследствии оставалась действующей спортсменкой вплоть до 2011 года, хотя в последнее время уже не показывала сколько-нибудь значимых результатов на международном уровне.